# Ljusdal (commune)
La commune de Ljusdal est une commune du comté de Gävleborg en Suède. 18 949 personnes y vivent. Son siège se trouve à Ljusdal.

## Localités principales
- Färila
- Hybo
- Lillhaga
- Ljusdal
- Nore
- Tallåsen